# Édouard Labkovski
Édouard Maxovitch Labkovski (en russe Эдуард Максович Лабковский, né le 24 juillet 1938 au Kazakhstan de parents russes et mort le 22 juillet 2023 à Moscou) est un chanteur basse soviétique puis russe. Édouard Labkovski a été distingué artiste émérite de la république socialiste fédérative soviétique de Russie le 12 mai 1978, et artiste du peuple de la RSFSR le 1er janvier 1989.

## Biographie
Édouard Labkovski vit au Kazakhstan jusqu'à la mort de son père (un officiel soviétique), lorsqu'il avait trois ans. Ensuite, sa famille (sa mère, ses deux sœurs et lui) déménage à Moscou. Là, il prend des cours de violon.
À la fin du lycée, il entre dans une usine d'avions, où il devient installateur de moteurs. Durant son service militaire, il chante dans l'ensemble de la Région militaire de Kiev. Après son service militaire, il intègre l'Académie russe de musique Gnessine. Une fois diplômé – avec les honneurs –, il participe à la création d'un opéra de Puccini au Conservatoire de Moscou, en tant que soliste. Il interprétera ensuite de nombreux airs de compositeurs classiques et soviétiques. Il chante aussi pour la radio, et intègre l'« Orchestre de la chanson soviétique » d'Alexeï Majoukov, avec lequel il fera une tournée à travers tout le pays, de Sakhaline à la Transdniestrie.
En 1972, il intègre les Chœurs de l'Armée rouge, dont il devient un soliste reconnu. Il voyagera à travers toute l'Union Soviétique en compagnie d'un sextuor de musiciens des Chœurs pour chanter pour les soldats de l'Armée rouge en service. En compagnie de l'ensemble de la troupe des Chœurs, il donne aussi des concerts dans toute l'URSS, ainsi qu'à l'étranger.
Toujours en compagnie des Chœurs de l'Armée rouge, il chantera pour la télévision.
Il vit aujourd'hui en Russie.

## Quelques interprétations
Édouard Labkovski a interprété de nombreux airs, que ce soit des chansons soviétiques, de la variété internationale ou des opéras classiques. Voici une liste non exhaustive des chansons qu'il a pu chanter avec les Chœurs de l'Armée rouge :
- Il est temps de se mettre en route
- Ils ont pris leur pardessus et sont rentrés à la maison (chanson de Boulat Okoudjava)
- Je sors dans la rue
- La Neige chaude
- Le Jour de la victoire
- Les Chevaux
- Les Commissaires
- Les Musiciens
- Les Russes veulent-ils la guerre ?
- Mélodie

## Sources
- (en) Cet article est partiellement ou en totalité issu de l’article de Wikipédia en anglais intitulé « Alexandrov Ensemble soloists » (voir la liste des auteurs).

## liens externes
- Site officiel
- Ressource relative à la musique :   - MusicBrainz
- Une biographie du chanteur et des chansons qu'il a interprétées.
- Une autre biographie, elle aussi accompagnée de chansons.
- Une émission de la chaîne de télévision russe La Mineur (Ля Минор) consacrée à Édouard Labkovski.
- Quelques photos d'Édouard Labkovski.